# The Big Town
The Big Town es una película estadounidense de 1987 dirigida por Ben Bolt y Harold Becker, aunque este último no aparece en los créditos. La acción de la película transcurre en 1957 y trata de las vivencias de un joven jugador de dados que llega a una gran ciudad.

## Reparto
| Actor                | Role                     |
| -------------------- | ------------------------ |
| Matt Dillon          | J. C. Cullen             |
| Diane Lane           | Lorry Dane               |
| Tommy Lee Jones      | George Cole              |
| Bruce Dern           | Sr. Edwards              |
| Lee Grant            | Ferguson Edwards         |
| Tom Skerritt         | Phil Carpenter           |
| Suzy Amis            | Aggie Donaldson          |
| David Marshall Grant | Sonny Binkley            |
| Don Francks          | Carl Hooker              |
| Del Close            | Deacon Daniels           |
| Cherry Jones         | Ginger McDonald          |
| Lolita Davidovich    | Stripper de encaje negro |

## Argumento
Jack C. Cullen (Matt Dillon) es un joven con grandes cualidades para el juego de dados, aunque en el pueblo donde vive, Rockport (Indiana), pocas son las oportunidades que tiene para explotar tal habilidad. Aconsejado por Hooker (Don Francks) decide marchar a Chicago donde empieza a jugar para un matrimonio (Bruce Dern y Lee Grant) que financia sus partidas.
Acompañado de otro jugador de la "empresa" (David Marshall Grant), visita los diferentes garitos y clubs de la ciudad. En uno de ellos, el Gem, un club de striptease donde también se celebran importantes partidas, conoce a Lorry (Diane Lane), una stripper casada con el dueño del local (Tommy Lee Jones), con el que se enemistará.
También conoce en una tienda de discos a una joven madre soltera (Suzy Amis) que aspira a ser D.J. y con quien mantendrá una excelente relación de amistad.

## Producción y estreno
The Big Town empezó dirigiéndola Harold Becker, pero fue reemplazado muy pronto por Ben Bolt, hijo del guionista Robert Bolt. Ben Bolt nunca había dirigido una película para la gran pantalla, aunque contaba en su haber con la dirección de múltiples episodios de famosas series de televisión (Hill Street Blues, The Twilight Zone,  etc.)
Según declaró él mismo en una columna aparecida el 17 de septiembre de 1987 en The Hollywood Reporter:

"Yo estaba sentado en casa un jueves por la noche, y recibí una llamada de David Putnam preguntando si me gustaría leer esa misma noche un guion  con el fin de relevar a otro director y empezar a filmar la semana siguiente".

El rodaje se llevó a cabo en Toronto y Chicago, y la producción duró entre el 7 de septiembre de 1986 y finales de noviembre del mismo año. El título usado en un principio fue The Arm, como la novela de Clark Howard en que se basaba.
La película cuenta con una excelente banda sonora, con temas interpretados por grandes cantantes de la época en que transcurre la acción (Johnny Cash, Bo Diddley, Ronnie Self, The Drifters, Chuck Willis, Big Joe Turner,  Red Sovine, Ray Charles, Little Willie John, Ivory Joe Hunter...) También cabe destacar la interpretación del tema "Harlem Nocturne" de Earle Hagen que suena durante la actuación de Lorry (Diane Lane) en el club Gem. 
The Big Town se estrenó en Los Ángeles y Nueva York el 25 de septiembre de 1987.